# Copidita desecheonis
Copidita desecheonis is een keversoort uit de familie schijnboktorren (Oedemeridae). De wetenschappelijke naam van de soort is voor het eerst geldig gepubliceerd in 1950 door Wolcott.